# سيرجيو سيرفاتو
سيرجيو سيرفاتو (بالإيطالية: Sergio Cervato)‏ (مواليد 22 أكتوبر 1929) هو لاعب كرة قدم. يلعب مع منتخب إيطاليا لكرة القدم. سبق له أن لعب في كأس العالم لكرة القدم مع منتخب بلاده.

## مسيرته الكروية
لعب سيرجيو سيرفاتو خلال مسيرته الاحترافية مع 4 أندية في ثمانية عشر موسمًا وسجل خلالها 45 هدفًا ضمن 486 مباراة. حيث فاز في موسم واحد بالكأس وفي ثلاثة مواسم بالدوري.
خاض سيرجيو سيرفاتو مسيرته مع FC Bolzano 1996 ‏ في موسم 1947–48 لمدة موسم واحد، مشاركًا في 17 مباراة ولم يسجل أي هدف. ثم انتقل إلى نادي فيورنتينا في موسم 1948–49 ليلعب معه أحد عشر موسمًا، حيث شارك في 316 مباراة سجل خلالها 31 هدفًا. لينتقل بعدها إلى نادي يوفنتوس في موسم 1959–60 ولمدة موسمين، مشاركًا في 62 مباراة سجل خلالها 7 أهداف. ثم انتقل إلى نادي سبال في موسم 1961–62 ليلعب معه أربعة مواسم، مشاركًا في 91 مباراة سجل خلالها 7 أهداف أيضًا.

## روابط خارجية
- سيرجيو سيرفاتو على موقع الاتحاد الدولي (مؤرشف)  (الإنجليزية)
- سيرجيو سيرفاتو على موقع قاعدة بيانات كرة القدم.إي يو (الإنجليزية)
- سيرجيو سيرفاتو على موقع ناشيونال فوتبول تيمز (الإنجليزية)
- سيرجيو سيرفاتو على موقع عالم كرة القدم.نت (الإنجليزية)